# Kuzminec (żupania krapińsko-zagorska)
Kuzminec – wieś w Chorwacji, w żupanii krapińsko-zagorskiej, w gminie Mihovljan. W 2011 roku liczyła 424 mieszkańców.